# Karen Moras
Karen Lynne Moras (Sídney, 6 de enero de 1954) es una nadadora australiana retirada especializada en pruebas de estilo libre media distancia, donde consiguió ser medallista de bronce olímpica en 1968 en los 400 metros.

## Carrera deportiva
En los Juegos Olímpicos de México 1968 ganó la medalla de bronce en los 400 metros estilo libre, con un tiempo de 4:37.0 segundos, tras las estadounidenses Debbie Meyer y Linda Gustavson.